# Harry Potter i Insygnia Śmierci: Część I (film)

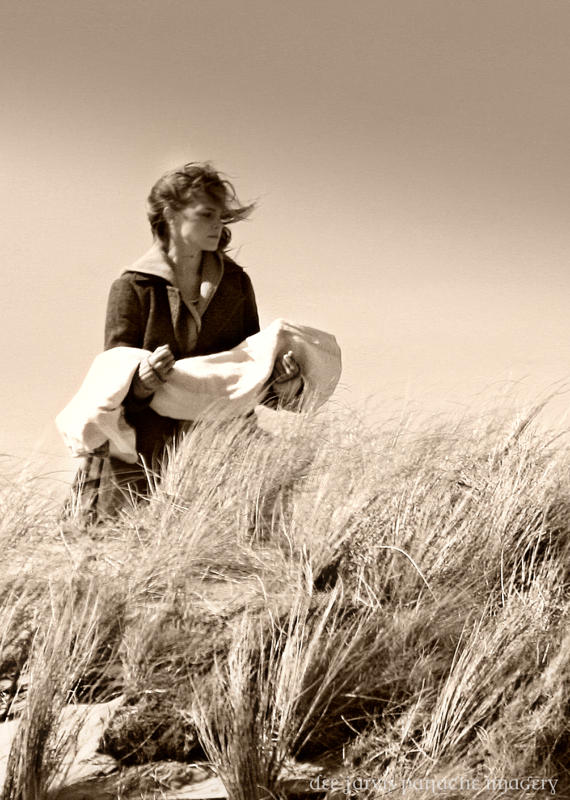
Jedna z końcowych scen filmu − Hermiona Granger (Emma Watson) niesie martwe ciało Zgredka, aby złożyć je w grobie, niedaleko Muszelki.

Harry Potter i Insygnia Śmierci: Część I (ang. Harry Potter and the Deathly Hallows – Part 1) – amerykańsko-brytyjski film na podstawie powieści autorstwa J.K. Rowling o tym samym tytule. Jest on siódmym obrazem z serii o Harrym Potterze.
Ostatni tom powieści został podzielony na dwie odrębne części. Światowa premiera części pierwszej odbyła się 11 listopada 2010, a premiera części drugiej 7 lipca 2011. Scenariusz do obu filmów napisał Steve Kloves, a reżyserią zajął się David Yates.
Pierwsza część jest zrealizowana tylko w technologii 2D, natomiast druga została zrealizowana w technologii 3D.
Serwis Rotten Tomatoes przyznał mu wynik 77%.

## Fabuła
Harry, Ron i Hermiona wyruszają na bardzo niebezpieczną podróż, w celu poszukiwania horkruksów. Nie mają pojęcia, gdzie mogą być, lecz nikt im nie może pomóc – zdani są tylko na siebie.
Voldemort przejął kontrolę nad Ministerstwem Magii. Jego poplecznicy – Śmierciożercy – terroryzują wszystkich, którzy sprzeciwiają się Czarnemu Panu. Harry ściga się z czasem. Musi znaleźć i zniszczyć horkruksy, zanim Voldemort znajdzie jego. Ten, Którego Imienia Nie Wolno Wymawiać przygotowując się na ostateczne starcie z „Wybrańcem”, szuka tytułowych Insygniów Śmierci (tj. Czarnej Różdżki, Kamienia Wskrzeszenia i Peleryny-niewidki), które uczynią go „panem śmierci”.
Pierwsza część filmu kończy się w momencie gdy Lord Voldemort wykrada Czarną Różdżkę z grobu Dumbledore’a.

## Obsada
| Postać | Aktor                 | Polski dubbing         |
| --- | --------------------- | ---------------------- |
| Harry Potter | Daniel Radcliffe      | Jonasz Tołopiło        |
| Ron Weasley | Rupert Grint          | Marcin Łabno           |
| Hermiona Granger | Emma Watson           | Joanna Kudelska        |
| Lord Voldemort | Ralph Fiennes         | Wiesław Komasa         |
| Albus Dumbledore | Michael Gambon        | Wojciech Duryasz       |
| Severus Snape | Alan Rickman          | Mariusz Benoit         |
| Rubeus Hagrid | Robbie Coltrane       | Andrzej Blumenfeld     |
| Bellatrix Lestrange | Helena Bonham Carter  | Dorota Segda           |
| Molly Weasley | Julie Walters         | Joanna Jędryka         |
| Artur Weasley | Mark Williams         | Leon Charewicz         |
| Remus Lupin | David Thewlis         | Piotr Polk             |
| Draco Malfoy | Tom Felton            | Aleksander Czyż        |
| Luna Lovegood | Evanna Lynch          | Delfina Zielińska      |
| Fred Weasley | James Phelps          | Jakub Truszczyński     |
| George Weasley | Oliver Phelps         | Jakub Truszczyński     |
| Ginny Weasley | Bonnie Wright         | Zuzanna Galia          |
| Nimfadora Tonks | Natalia Tena          | Monika Węgiel          |
| Alastor „Szalonooki” Moody | Brendan Gleeson       | Andrzej Grabowski      |
| Zgredek | Toby Jones (głos)     | Łukasz Lewandowski     |
| Lucjusz Malfoy | Jason Isaacs          | Artur Dziurman         |
| Narcyza Malfoy | Helen McCrory         | Joanna Jeżewska        |
| Peter Pettigrew | Timothy Spall         | Włodzimierz Press      |
| Neville Longbottom | Matthew Lewis         | Krzysztof Królak       |
| Pan Ollivander | John Hurt             | Włodzimierz Bednarski  |
| Dolores Jane Umbridge | Imelda Staunton       | Ewa Wencel             |
| Rufus Scrimgeour | Bill Nighy            | Lech Łotocki           |
| Ksenofilius Lovegood | Rhys Ifans            | Przemysław Bluszcz     |
| Gregorowicz | Rade Šerbedžija       | Andrzej Arciszewski    |
| Gellert Grindelwald | Michael Byrne         | Stanisław Brudny       |
| Młody Gellert Grindelwald | Jamie Campbell Bower  | –                      |
| Bathilda Bagshot | Hazel Douglas         | Nieznana aktorka       |
| Rita Skeeter | Miranda Richardson    | –                      |
| Olimpia Maxime | Frances de la Tour    | –                      |
| Horacy Slughorn | Jim Broadbent (głos)  | Aleksander Mikołajczak |
| Dudley Dursley | Harry Melling         | Mateusz Narloch        |
| Petunia Dursley | Fiona Shaw            | –                      |
| Vernon Dursley | Richard Griffiths     | Kazimierz Wysota       |
| Bill Weasley | Domhnall Gleeson      | Cezary Kaźmierski      |
| Fleur Delacour | Clémence Poésy        | Agata Buzek            |
| Stworek | Simon McBurney (głos) | Grzegorz Pawlak        |
| Gryfek | Warwick Davis         | Janusz Wituch          |
| Kingsley Shacklebolt | George Harris         | Aleksander Wysocki     |
| Corban Yaxley | Peter Mullan          | Arkadiusz Jakubik      |
| Fenrir Greyback | Dave Legeno           | Paweł Szczesny         |
| Scabior | Nick Moran            | Bartosz Opania         |
| Pius Thicknesse | Guy Henry             | Jarosław Gajewski      |
| Albert Runcorn | David O’Hara          | –                      |
| Reg Cattermole | Steffan Rhodri        | Janusz Wituch          |
| Mary Cattermole | Kate Fleetwood        | Monika Pikuła          |
| Mafalda Hopkirk | Sophie Thompson       | –                      |
| Mundungus Fletcher | Andy Linden           | Jan Kulczycki          |
| Elfias Doge | David Ryall           | Piotr Garlicki         |
| Ciotka Muriel | Matyelok Gibbs        | Antonina Girycz        |
| Charity Burbage | Carolyn Pickles       | Zuzanna Lipiec         |
| Gregory Goyle | Joshua Herdman        | –                      |
| Blaise Zabini | Louis Cordice         | –                      |
| Pansy Parkinson | Scarlett Byrne        | –                      |
| Cho Chang | Katie Leung           | –                      |
| Katie Bell | Georgina Leonidas     | –                      |
| Romilda Vane | Anna Shaffer          | –                      |
| Leanne | Isabella Laughland    | –                      |
| Lavender Brown | Jessie Cave           | –                      |
| Cormac McLaggen | Freddie Stroma        | Marek Molak            |
| Aberforth Dumbledore | Ciarán Hinds          | Ryszard Nawrocki       |
| Wersja polska: Studio Genetix Film Factory Reżyseria: Agnieszka Matysiak Dialogi polskie: Barbara Robaczewska Konsultacja literacka: Michał Kalicki Dźwięk i montaż: Zdzisław Zieliński Organizacja produkcji: Agnieszka Sokół i Róża Zielińska W pozostałych rolach: Marta Uszko, Joanna Pach, Wojciech Brzeziński, Tomasz Franciszek Piątkowski, Mikołaj Klimek, Marek Robaczewski, Piotr Siejka, Daniel Załuski, Maciej Herrmann, Michał Rolnicki |                       |                        |

## Harry Potter i Insygnia Śmierci, Część II
Druga część filmu miała premierę 7 lipca 2011 (w Polsce – 15 lipca), osiem miesięcy po premierze części pierwszej.